# Bactrocera mulyonoi
Bactrocera mulyonoi är en tvåvingeart som först beskrevs av Hardy 1983.  Bactrocera mulyonoi ingår i släktet Bactrocera och familjen borrflugor. Inga underarter finns listade.